# 2010年の自転車競技大会
2010年に行われた主要自転車競技大会の結果について記す。

なお、

## 世界選手権自転車競技大会

### シクロクロス
| 日程 | 開催地   | 性別 | 優勝者                   | 2位                        | 3位                          |
| ---- | -------- | ---- | ------------------------ | -------------------------- | ---------------------------- |
| 1/31 | ターボル | 男子 | ズデネーク・シュタイバー | クラース・ファントルナウト | スヴェン・ネイス             |
| 1/31 | ターボル | 女子 | マリアンヌ・フォス       | ハンカ・クフェルナーゲル   | ダフニー・ファンデンブラント |

### トラックレース
コペンハーゲン 3月24日～28日
| 性別 | 種目                 | 優勝者                     | 2位                          | 3位                        |
| ---- | -------------------- | -------------------------- | ---------------------------- | -------------------------- |
| 男子 | ケイリン             | クリス・ホイ               | アジズル・ハスニ・アウァン   | マキシミリアン・レヴィ     |
| 男子 | 1kmタイムトライアル  | テーン・ムルダー           | ミカエル・ダルメダ           | フランソワ・ペルヴィス     |
| 男子 | スプリント           | グレゴリー・ボジェ         | シェーン・パーキンス         | ケヴィン・シロー           |
| 男子 | チームスプリント     | ドイツ                     | フランス                     | イギリス                   |
| 男子 | 個人追抜             | テイラー・フィニー         | ジェシー・サージェント       | ジャック・ボブリッジ       |
| 男子 | 団体追抜             | オーストラリア             | イギリス                     | ニュージーランド           |
| 男子 | ポイントレース       | キャメロン・マイヤー       | ペーター・スヘプ             | ミラン・カドレツ           |
| 男子 | スクラッチ           | アレックス・ラスムセン     | フアン・エステバン・アランゴ | 盛一大                     |
| 男子 | マディソン           | オーストラリア             | フランス                     | ベルギー                   |
| 男子 | オムニアム           | エド・クランシー           | リー・ハワード               | テイラー・フィニー         |
| 女子 | ケイリン             | シモーナ・クルペツカイテー | ヴィクトリア・ペンドルトン   | オルガ・パナリナ           |
| 女子 | 500mタイムトライアル | アンナ・メアーズ           | シモーナ・クルペツカイテー   | オルガ・パナリナ           |
| 女子 | スプリント           | ヴィクトリア・ペンドルトン | 郭爽                         | シモーナ・クルペツカイテー |
| 女子 | チームスプリント     | オーストラリア             | 中国                         | リトアニア                 |
| 女子 | 個人追抜             | サラ・ハマー               | ウェンディ・フーヴナゲル     | ウィリヤ・セライカイテー   |
| 女子 | 団体追抜             | オーストラリア             | イギリス                     | ニュージーランド           |
| 女子 | ポイントレース       | タラ・ホイッテン           | ローレン・エリス             | タツィアナ・シャラコワ     |
| 女子 | スクラッチ           | パスカル・ジュラン         | ユマリ・ゴンサレス           | ベリンダ・ゴス             |
| 女子 | オムニアム           | タラ・ホイッテン           | エリザベス・アーミステッド   | レイレ・オラベリア         |

### BMX
ピーターマリッツバーグ 7月29日～8月1日
| 日程 | 性別 | 種別       | 優勝者                       | 2位                    | 3位                    |
| ---- | ---- | ---------- | ---------------------------- | ---------------------- | ---------------------- |
| 7/31 | 男子 | エリート   | マーリス・シュトロムベルグス | シフィゾ・ヌラボ       | ジュリ・ドデ           |
| 8/1  | 男子 | クルーザー | レナト・リゼンデ             | アンドレス・ヒメネス   | カルロス・オケンド     |
| 7/31 | 女子 | エリート   | シャネーズ・リード           | サラ・ウォーカー       | アリーゼ・ポスト       |
| 8/1  | 女子 | クルーザー | マリアナ・パホン             | ロマナ・ラボウンコヴァ | ヴィルマ・リムサイテー |

### マウンテンバイク
バイクマラソン 8月8日  ザンクト・ヴェンデル
| 性別 | 優勝者             | 2位                      | 3位                  |
| ---- | ------------------ | ------------------------ | -------------------- |
| 男子 | アルバン・ラカータ | ミルコ・チェレスティーノ | バリー・スタンダー   |
| 女子 | エスター・スュス   | ザビーネ・シュピッツ     | アニカ・ラングワード |

マウンテンバイクレース 9月1日～9月5日（ カナダ・モン＝サンタンヌ）
| 性別     | 種目                  | 優勝者                     | 2位                              | 3位                    |
| -------- | --------------------- | -------------------------- | -------------------------------- | ---------------------- |
| 男女混合 | チームリレー          | スイス                     | ドイツ                           | チェコ                 |
| 男子     | クロスカントリー      | ホセ・アントニオ・エルミダ | ヤロスラフ・クルハヴィ           | バリー・スタンダー     |
| 男子     | ダウンヒル            | サム・ヒル                 | スティーヴ・スミス               | グレッグ・ミナー       |
| 男子     | フォークロス          | トマーシュ・スラヴィク     | ジェレッド・グレイヴィス         | ミハル・プロコップ     |
| 男子     | 20インチトライアル    | ベニト・ロス・チャラル     | アベル・ムスティエレス・ガルシア | リック・ククク         |
| 男子     | 26インチトライアル    | ケニー・ベラーイ           | ベニト・ロス・チャラル           | マルク・ケソ           |
| 女子     | クロスカントリー      | マヤ・ヴウォシュチョヴスカ | イリナ・カレンティエワ           | ウィロー・コーバー     |
| 女子     | ダウンヒル            | トレーシー・モズリー       | サブリナ・ジョニエ               | エムリーヌ・ラゴ       |
| 女子     | フォークロス          | キャロライン・ブキャナン   | ヤナ・ホラーコヴァー             | ロマナ・ラボウンコヴァ |
| 女子     | 20･26インチトライアル | ヘマ・アバント・コンダル   | カーリン・モール                 | タティアナ・ヤニツコワ |

### ロードレース
メルボルン & ジーロング 9月29日～10月3日
| 性別 | 日程 | 種別             | 優勝者                     | 2位                  | 3位                  |
| ---- | ---- | ---------------- | -------------------------- | -------------------- | -------------------- |
| 男子 | 9/30 | タイムトライアル | ファビアン・カンチェラーラ | デヴィッド・ミラー   | トニー・マルティン   |
| 男子 | 10/3 | ロードレース     | トル・フースホフト         | マティ・ブレシェル   | アラン・デイヴィス   |
| 女子 | 9/29 | タイムトライアル | エマ・プーリー             | ユーディト・アルント | リンダ・ウィルムセン |
| 女子 | 10/2 | ロードレース     | ジョルジャ・ブロンツィーニ | マリアンヌ・フォス   | エマ・ヨハンソン     |

### 全日本選手権

#### BMX
4月25日・埼玉県秩父市・秩父滝山サイクルパーク
| 種目         | 優勝者   | 2位        | 3位      |
| ------------ | -------- | ---------- | -------- |
| 男子エリート | 三瓶将廣 | 吉村樹希敢 | 阪本章史 |

#### ロードレース
6月13日・秋田県大潟村……個人タイムトライアル
6月27日・広島県立中央森林公園……個人ロードレース
| 日程 | 性別 | 種別             | 優勝者     | 2位      | 3位      |
| ---- | ---- | ---------------- | ---------- | -------- | -------- |
| 6/13 | 男子 | タイムトライアル | 福島晋一   | 奈良基   | 飯島誠   |
| 6/27 | 男子 | ロードレース     | 宮澤崇史   | 鈴木真理 | 野寺秀徳 |
| 6/13 | 女子 | タイムトライアル | 萩原麻由子 | 豊岡英子 | 堀記理子 |
| 6/27 | 女子 | ロードレース     | 萩原麻由子 | 西加南子 | 片山梨絵 |

#### マウンテンバイク
7月17日〜19日 長野県富士見町
| 日程 | 性別 | 種別             | 優勝者   | 2位        | 3位        |
| ---- | ---- | ---------------- | -------- | ---------- | ---------- |
| 7/17 | 男子 | ダウンヒル       | 安達靖   | 永田準也   | 青木卓也   |
| 7/18 | 男子 | フォークロス     | 永田準也 | 九島賛汰   | 宮本祐太郎 |
| 7/19 | 男子 | クロスカントリー | 山本幸平 | 平野星矢   | 松本駿     |
| 7/17 | 女子 | ダウンヒル       | 末政実緒 | 中村美佳   | 飯塚朋子   |
| 7/18 | 女子 | フォークロス     | 末政実緒 | 飯塚朋子   | 服部良子   |
| 7/19 | 女子 | クロスカントリー | 片山梨絵 | 中込由香里 | 矢沢みつみ |

#### トラックレース
10月16日〜17日 宮城県・宮城県自転車競技場
| 性別 | 種別                 | 優勝者                      | 2位                           | 3位                             |
| ---- | -------------------- | --------------------------- | ----------------------------- | ------------------------------- |
| 男子 | 1kmタイムトライアル  | 新田祐大                    | 新納大輝                      | 池野健太                        |
| 男子 | 4km個人追抜          | 窪木一茂                    | 元砂勇雪                      | 佐々木龍                        |
| 男子 | ポイントレース       | 窪木一茂                    | 元砂勇雪                      | 入部正太朗                      |
| 男子 | ケイリン             | 北津留翼                    | 野口大誠                      | 松本諒太                        |
| 男子 | チームスプリント     | 強化 新田・雨谷・柴崎       | JPCA 宮越・笹倉・重倉         | 学連 古庄・末木・橋本           |
| 男子 | 個人スプリント       | 北津留翼                    | 雨谷一樹                      | 柴崎淳                          |
| 男子 | スクラッチ           | 畑段嵐士                    | 北村彰也                      | 佐野伸弥                        |
| 男子 | 団体追抜             | 学連 窪木・浜地・入部・大中 | 岐阜県 大場・加藤・高橋・矢野 | 和歌山県 森田・木守・北村・和田 |
| 女子 | 500mタイムトライアル | 前田佳代乃                  | 沼部早紀子                    | 篠崎新純                        |
| 女子 | 3km個人追抜          | 田畑真紀                    | 萩原麻由子                    | 井上玲美                        |
| 女子 | 個人スプリント       | 前田佳代乃                  | 山原さくら                    | 沼部早紀子                      |
| 女子 | ポイントレース       | 石井寛子                    | 上野みなみ                    | 田畑真紀                        |

#### シクロクロス
12月12日 滋賀県・野洲町
| 種目         | 優勝者   | 2位      | 3位        |
| ------------ | -------- | -------- | ---------- |
| 男子エリート | 辻浦圭一 | 竹之内悠 | 丸山厚     |
| 女子エリート | 豊岡英子 | 片山梨絵 | 宮内佐季子 |

### ユースオリンピック
8月17～19日、22日  シンガポール
| 日程 | 性別 | 種別        | 優勝者                 | 2位                        | 3位                                  |
| ---- | ---- | ----------- | ---------------------- | -------------------------- | ------------------------------------ |
| 8/17 | 男子 | MTB・XC     | ホナタン・ボテロ       | アンドレア・リゲッティーニ | ラウレンス・スウェーク               |
| 8/18 | 男子 | ロード・ITT | ラファエル・フェレイラ | ジェイ・マッカーシー       | ミカエル・アンダーセン               |
| 8/19 | 男子 | BMX         | ダビ・オケンド         | トワン・ファン・ヘント     | ミカエル・ラウストセン・ラウストセン |
| 8/22 | 男子 | 個人ロード  | ボリス・ファルレー     | ラファエル・フェレイラ     | ニコラス・マリーニ                   |
| 8/17 | 女子 | MTB・XC     | カロリナ・カラソヴァ   | リンダ・インダーガント     | クリスティーナ・ラフォージュ         |
| 8/19 | 女子 | BMX         | マヤラ・ペレス         | カーステン・デラー         | マールチュ・ヘライヘルス             |
| 8/22 | 女子 | ロード・ITT | リンダ・インダーガント | カロリナ・カラソヴァ       | イングリ・ドレクセル                 |

### ジュニア世界選手権自転車競技大会

#### ロードレース
8月6日・8日  オッフィダ
| 日程 | 性別 | 種別             | 優勝者                 | 2位                    | 3位                      |
| ---- | ---- | ---------------- | ---------------------- | ---------------------- | ------------------------ |
| 8/6  | 男子 | タイムトライアル | ボブ・ユンゲルス       | ヤシャ・ズュッターリン | ローソン・クレイドック   |
| 8/8  | 男子 | ロードレース     | オリヴィエ・ル・ガック | ジェイ・マッカーシー   | ヤスパー・ステュイヴェン |
| 8/6  | 女子 | タイムトライアル | カンナ・ソロヴェイ     | ポリーヌ・フェラン     | アミー・キュア           |
| 8/8  | 女子 | ロードレース     | ポリーヌ・フェラン     | ロッセッラ・ラット     | コライン・リベラ         |

#### トラックレース
8月11日〜15日  モンティキアーリ
| 性別 | 種目                 | 優勝者 | 2位                                                                                       | 3位                                                                                          |
| ---- | -------------------- | --- | ----------------------------------------------------------------------------------------- | -------------------------------------------------------------------------------------------- |
| 男子 | ケイリン             | マシュー・グレッツァー                                                                                     | マウリシオ・キロガ                                                                        | マシュー・バラノスキー                                                                       |
| 男子 | 1kmタイムトライアル  | バーナード・エスターフイゼン                                                                               | ジュリアン・パルマ                                                                        | マディソン・ハモンド                                                                         |
| 男子 | スプリント           | マシュー・グレッツァー                                                                                     | シュテファン・ベティヒャー                                                                | マディソン・ハモンド                                                                         |
| 男子 | チームスプリント     | フランス ブンジャマン・エドラン ケヴァン・ギヨ ジュリアン・パルマ                                          | オーストラリア マシュー・グレッツァー ジェミー・グリーン マディソン・ハモンド             | ドイツ シュテファン・ベティヒャー フィリップ・ヒンデス ローベルト・カンター                  |
| 男子 | 個人追抜             | ラーセ・ノーマン・ハンセン                                                                                 | デイル・パーカー                                                                          | ヴィクトル・マナコフ                                                                         |
| 男子 | 団体追抜             | オーストラリア ジャクソン・ロー エドワード・ビサカー ジョーダン・カービー ミッチェル・ロベルロック＝フェイ | イギリス サムエル・ハリソン オワイン・ダル ダニエル・マクレー サイモン・イエーテス        | ドイツ ルーカス・リス マキシミリアン・ベイアー クリストファー・ムヒェ カルステン・ティエーレ |
| 男子 | ポイントレース       | ジョーダン・カービー                                                                                       | ステファヌ・ルモワーヌ                                                                    | キリル・シュヴェショニコフ                                                                   |
| 男子 | スクラッチ           | パヴェル・カルペンコフ                                                                                     | ブリアン・コカール                                                                        | ディディール・カスペルス                                                                     |
| 男子 | マディソン           | イギリス サイモン・イェーテス ダニエル・マクレー                                                           | ロシア ロマン・イヴレフ キリル・スヴェシュニコフ                                          | フランス ステファヌ・ルモワーヌ ヨアン・ヴェラルド                                           |
| 男子 | オムニアム           | ブリアン・コカール                                                                                         | サムエル・ハリソン                                                                        | ルーカス・リス                                                                               |
| 女子 | ケイリン             | エカテリナ・グニデンコ                                                                                     | ホリー・ウィリアムス                                                                      | サラ・コンソラティ                                                                           |
| 女子 | 500mタイムトライアル | イ・ヒェジン                                                                                               | タニア・カルボ                                                                            | アナスタシーア・ヴォイノワ                                                                   |
| 女子 | スプリント           | イ・ヒェジン                                                                                               | エカテリナ・グニデンコ                                                                    | ホリー・ウィリアムス                                                                         |
| 女子 | チームスプリント     | ロシア エカテリナ・グニデンコ アナスタシーア・ヴォイノワ                                                   | ニュージーランド ステファニー・マッケンジー ヘンリエッタ・ミッチェル                      | オーストラリア アデーレ・シルヴェスター ホリー・ウィリアムス                                 |
| 女子 | 個人追抜             | アミー・キュア                                                                                             | ローラ・トロット                                                                          | マルリエス・メヒアス                                                                         |
| 女子 | 団体追抜             | オーストラリア イザベラ・キング マイケラ・アンダーソン アミー・キュア                                      | ニュージーランド エリザベス・スティール アレクサンドラ・ニームス ジョージア・ウィリアムス | オランダ ラウラ・ファン・デル・カンプ クラウディア・コスター ケリー・マルクス                |
| 女子 | ポイントレース       | ユリー・レス                                                                                               | ローラ・トロット                                                                          | グロリア・ロドリゲス                                                                         |
| 女子 | スクラッチ           | アミー・キュア                                                                                             | ハリエット・オーウェン                                                                    | エレナ・チェッキーニ                                                                         |
| 女子 | オムニアム           | [[]] | [[]]                                                                                      | [[]]                                                                                         |

### ロードレース

#### UCIワールドカレンダー
| 日程       | レース名                               |     | 優勝者                       | 2位                              | 3位                              | ポイント賞                       | 山岳賞                           |
| ---------- | -------------------------------------- | --- | ---------------------------- | -------------------------------- | -------------------------------- | -------------------------------- | -------------------------------- |
| 1/19〜1/24 | ツアー・ダウンアンダー                 | UPT | アンドレ・グライペル         | ルイス・レオン・サンチェス       | グレッグ・ヘンダーソン           | ユルヘン・ルラントス             | トーマス・ローレッガー           |
| 3/7〜3/14  | パリ〜ニース                           | HIS | アルベルト・コンタドール     | アレハンドロ・バルベルデ         | ルイス・レオン・サンチェス       | ペーター・サガン                 | アマエル・モワナール             |
| 3/10〜3/16 | ティレーノ〜アドリアティコ             | HIS | ステファノ・ガルゼッリ       | ミケーレ・スカルポーニ           | カデル・エヴァンス               | ステファノ・ガルゼッリ           | ドミトリ・グラボフスキー         |
| 3/20       | ミラノ〜サンレモ                       | HIS | オスカル・フレイレ           | トム・ボーネン                   | アレッサンドロ・ペタッキ         | －                               | －                               |
| 3/22〜3/28 | カタルーニャ一周                       | UPT | ホアキン・ロドリゲス         | シャビエル・トンド               | レイン・ターラミャエ             | ホナタン・カストロビエホ         | ダビ・グティエレス・グティエレス |
| 3/28       | ヘント〜ウェヴェルヘム                 | UPT | ベルンハルト・アイゼル       | セプ・ファンマルク               | フィリップ・ジルベール           | －                               | －                               |
| 4/4        | ロンド・ファン・フラーンデレン         | UPT | ファビアン・カンチェラーラ   | トム・ボーネン                   | フィリップ・ジルベール           | －                               | －                               |
| 4/5〜4/10  | バスク一周                             | UPT | クリス・ホーナー             | アレハンドロ・バルベルデ         | ベニャト・インチャウスティ       | アレハンドロ・バルベルデ         | ゴンサロ・ラブニャル             |
| 4/11       | パリ〜ルーベ                           | HIS | ファビアン・カンチェラーラ   | トル・フースホフト               | フアン・アントニオ・フレチャ     | －                               | －                               |
| 4/18       | アムステルゴールドレース               | UPT | フィリップ・ジルベール       | ライダー・ヘシェダル             | エンリコ・ガスパロット           | －                               | －                               |
| 4/21       | フレッシュ・ワロンヌ                   | HIS | カデル・エヴァンス           | ホアキン・ロドリゲス             | アルベルト・コンタドール         | ディミトリ・シャンピオン         | －                               |
| 4/25       | リエージュ〜バストーニュ〜リエージュ   | HIS | アレクサンドル・ヴィノクロフ | アレクサンドル・コロブネフ       | アレハンドロ・バルベルデ         | トーマス・デヘント               | －                               |
| 4/27〜5/2  | ツール・ド・ロマンディ                 | UPT | アレハンドロ・バルベルデ     | シモン・シュピラック             | デニス・メンショフ               | チャド・バイヤー                 | ティボー・ピノー                 |
| 5/8〜5/30  | ジロ・デ・イタリア                     | HIS | イヴァン・バッソ             | ダビ・アロヨ                     | ヴィンチェンツォ・ニバリ         | カデル・エヴァンス               | マシュー・ロイド                 |
| 6/6〜6/13  | クリテリウム・デュ・ドーフィネ         | UPS | ヤネス・ブライコヴィッチ     | アルベルト・コンタドール         | ティジェイ・ヴァン・ガーデレン   | アルベルト・コンタドール         | エゴイ・マルティネス             |
| 6/12〜6/20 | ツール・ド・スイス                     | UPS | フランク・シュレク           | ランス・アームストロング         | ヤコブ・フグルサング             | マルクス・ブルクハルト           | マティアス・フランク             |
| 7/3〜7/25  | ツール・ド・フランス                   | HIS | アルベルト・コンタドール     | アンディ・シュレク               | デニス・メンショフ               | アレッサンドロ・ペタッキ         | アントニー・シャルトー           |
| 7/31       | クラシカ・サンセバスティアン           | UPT | ルイス・レオン・サンチェス   | アレクサンドル・ヴィノクロフ     | カルロス・サストレ               | －                               | －                               |
| 8/1〜8/7   | ツール・ド・ポローニュ                 | UPT | ダニエル・マーティン         | グレガ・ボレ                     | バウク・モレマ                   | アラン・デイヴィス               | ジョニー・ホーヘルラント         |
| 8/15       | ヴァッテンフォール・サイクラシックス   | UPT | タイラー・ファーラー         | エドヴァルド・ボアソン・ハーゲン | アンドレ・グライペル             | －                               | ニコライ・トルソフ               |
| 8/22       | GP西フランス・プルエー                 | UPT | マシュー・ゴス               | タイラー・ファーラー             | ヨアン・オフルド                 | －                               | －                               |
| 8/17〜8/24 | エネコ・ツアー                         | UPT | トニー・マルティン           | コース・ムレンハウト             | エドヴァルド・ボアソン・ハーゲン | エドヴァルド・ボアソン・ハーゲン | －                               |
| 9/10       | グランプリ・シクリスト・ド・ケベック   | UPT | トマ・ヴォクレール           | エドヴァルド・ボアソン・ハーゲン | ロベルト・ヘーシンク             | －                               | －                               |
| 9/12       | グランプリ・シクリスト・ド・モンレアル | UPT | ロベルト・ヘーシンク         | ペーター・サガン                 | ライダー・ヘシェダル             | －                               | アンヘル・マドロソ               |
| 8/28〜9/19 | ブエルタ・ア・エスパーニャ             | HIS | ヴィンチェンツォ・ニバリ     | エセキエル・モスケラ             | ペーター・ヴェリトス             | マーク・カヴェンディッシュ       | ダヴィ・モンクティエ             |
| 10/16      | ジロ・ディ・ロンバルディア             | HIS | フィリップ・ジルベール       | ミケーレ・スカルポーニ           | パブロ・ラストラス               | －                               | －                               |

#### UCIコンチネンタルツアーHCレース
| 日程         | レース名                                                             | 優勝者                           | 2位                          | 3位                          |
| ------------ | -------------------------------------------------------------------- | -------------------------------- | ---------------------------- | ---------------------------- |
| 2/27         | オムロープ・ヘット・ニウスブラート                                   | フアン・アントニオ・フレチャ     | ハインリヒ・ハウスラー       | タイラー・ファーラー         |
| 3/1〜3/7     | ツール・ド・ランカウイ                                               | ホセ・ルハノ                     | 孔考錫                       | ホセイン・アスカリ           |
| 3/27         | E3プライス・フラーンデレン                                           | ファビアン・カンチェラーラ       | トム・ボーネン               | フアン・アントニオ・フレチャ |
| 3/27〜3/28   | クリテリウム・アンテルナシオナル                                     | ピエリック・フェドリゴ           | マイケル・ロジャース         | ティアゴ・マシャド           |
| 3/30〜4/1    | デ・パンネ3日間                                                      | デヴィッド・ミラー               | アンドリー・グリフコ         | ルカ・パオリーニ             |
| 4/3          | GP・ミゲル・インドゥライン                                           | ホアキン・ロドリゲス             | アレハンドロ・バルベルデ     | ミシェル・クレーダー         |
| 4/7          | スヘルデプライス                                                     | タイラー・ファーラー             | ロビー・マキュアン           | ローベルト・フェルスター     |
| 4/11〜4/18   | ツアー・オブ・ターキー                                               | ジョヴァンニ・ヴィスコンティ     | ティジェイ・ヴァンガーデレン | ダヴィ・モンクティエ         |
| 5/1          | ルント・ウム・デン・フィナンツプラッツ・エシュボルン＝フランクフルト | ファビアン・ヴェークマン         | ヘールト・フェルヘイエン     | ベルト・スヘイルリンクス     |
| 5/5〜5/9     | ダンケルク4日間レース                                                | マルティン・エルミガー           | ルイ・コスタ                 | ホセ・ホアキン・ロハス       |
| 5/16〜5/23   | ツアー・オブ・カリフォルニア                                         | マイケル・ロジャース             | デヴィッド・ザブリスキー     | リーヴァイ・ライプハイマー   |
| 5/26〜5/30   | ツール・ド・ベルギー                                                 | ステイン・デヴォルデル           | ドミニク・コルニュ           | ブラム・タンキンク           |
| 5/26〜5/30   | バイエルン一周                                                       | マキシム・モンフォール           | アドリアーノ・マローリ       | シモン・シュピラック         |
| 6/2〜6/6     | シュコダ＝ツール・ド・ルクセンブルク                                 | マッテオ・カッラーラ             | フランク・シュレク           | ランス・アームストロング     |
| 6/6          | フィラデルフィア・インターナショナル・チャンピオンシップ             | マシュー・ゴス                   | ペーター・サガン             | アレクサンダー・クリストフ   |
| 6/6          | グロサー・プライス・デス・カントン・アールガウ                       | クリストフ・ファンデワル         | エマヌエーレ・セッラ         | ハインリヒ・ハウスラー       |
| 7/4〜7/11    | オーストリア一周                                                     | リカルド・リッコ                 | セルヒオ・バルディリャ       | エマヌエーレ・セッラ         |
| 7/16〜7/25   | ツアー・オブ・チンハイレイク                                         | ホセイン・アスカリ               | ラドスラフ・ロギナ           | キール・レイネン             |
| 7/24〜7/28   | ツール・ド・ワロニー                                                 | ラッセル・ダウニング             | ステファン・ファン・ダイク   | トニ・ガロパン               |
| 8/4〜8/8     | デンマーク一周                                                       | ヤコブ・フグルサング             | スヴェイン・タフト           | マシュー・ブシェ             |
| 8/4〜8/8     | ブエルタ・ア・ブルゴス                                               | サムエル・サンチェス             | エセキエル・モスケラ         | ヴィンチェンツォ・ニバリ     |
| 8/13         | オランダ・フード・ヴァリー・クラシック                               | エドヴァルド・ボアソン・ハーゲン | ケニー・ファンヒュメル       | ステファン・ファンダイク     |
| 8/17         | トレ・ヴァッリ・ヴァレジーネ                                         | ダニエル・マーティン             | ドメニコ・ポッツォヴィーヴォ | ジェローム・ボニエ           |
| 9/11         | パリ〜ブリュッセル                                                   | フランシスコ・ベントソ           | ロマン・フェイユ             | ステファン・ファン・ダイク   |
| 9/12         | グランプリ・ド・フルミー                                             | ロマン・フェイユ                 | ダヴィデ・アッポッロニオ     | ケニー・デ・ハース           |
| 9/26         | ツール・ド・ヴァンデ                                                 | コルド・フェルナンデス           | ダヴィデ・アッポッロニオ     | ジョナタン・イヴェール       |
| 10/9         | ジロ・デッレミリア                                                   | ロベルト・ヘーシンク             | ダニエル・マーティン         | ミケーレ・スカルポーニ       |
| 10/10        | パリ〜ツール                                                         | オスカル・フレイレ               | アンジェロ・フルラン         | ヘルト・ステーフマンス       |
| 10/14        | ジロ・デル・ピエモンテ                                               | フィリップ・ジルベール           | レオナルド・ベルタニョッリ   | マティ・ブレシェル           |
| 10/11〜10/19 | ツアー・オブ・ハイナン                                               | ヴァレンティン・イグリンスキー   | ジョニー・ウォーカー         | アレクセイ・マルコフ         |
| 10/24        | ジャパンカップサイクルロードレース                                   | ダニエル・マーティン             | ピーター・マクドナルド       | 畑中勇介                     |

#### 日本開催国際レース
| 日程         | レース名               |     | 優勝者                     | 2位                  | 3位                            |
| ------------ | ---------------------- | --- | -------------------------- | -------------------- | ------------------------------ |
| 5/16〜5/23   | ツアー・オブ・ジャパン | 2.2 | クリスティアーノ・サレルノ | アンドレイ・ミズロフ | アレクサンドル・シュシェモイン |
| 5/27〜5/30   | ツール・ド・熊野       | 2.2 | アンドレイ・ミズロフ       | 宮澤崇史             | 福島晋一                       |
| 9/16〜9/20   | ツール・ド・北海道     | 2.2 | 清水都貴                   | 佐野淳哉             | 崔鐘筠                         |
| 10/10        | 熊本国際ロード         | 2.2 | 宮澤崇史                   | 畑中勇介             | 鈴木真理                       |
| 11/13〜11/14 | ツール・ド・おきなわ   | 2.2 | 福島晋一                   | 伊丹健治             | 佐野淳哉                       |

#### 国内選手権
| 国名             | 種別   | 男子優勝者                                       | 女子優勝者                             |
| ---------------- | ------ | ------------------------------------------------ | -------------------------------------- |
| アルゼンチン     | ロード | ホルヘ・ピ                                       | マルセラ・ベロニカ・サラテ             |
| アルゼンチン     | ITT    | マティアス・メディシ                             | バレリア・ミュリェル                   |
| オーストラリア   | ロード | トラヴィス・マイヤー                             | ルス・コルセット                       |
| オーストラリア   | ITT    | キャメロン・マイヤー                             | アンバー・ハリデイ                     |
| オーストリア     | ロード | ハラルト・シュタルツェングルーバー               | アンドレア・グラウス                   |
| オーストリア     | ITT    | [[]]                                             | [[]]                                   |
| ベルギー         | ロード | ステイン・デヴォルデル                           | リスベット・デ・フォフト               |
| ベルギー         | ITT    | ステイン・デヴォルデル                           | [[]]                                   |
| ベラルーシ       | ロード | アリャクサンドル・クチンスキー                   | [[]]                                   |
| ベラルーシ       | ITT    | ブラニスラウ・サモイラウ                         | [[]]                                   |
| ブラジル         | ロード | ムリロ・フィスシャー                             | ジャニルデス・フェルナンデス・シルヴァ |
| ブラジル         | ITT    | ルイス・カルロス・アモリン・タヴァレス・フェラオ | デボラ・クリスティナ・ゲルハルド       |
| カナダ           | ロード | ウィル・ルートリー                               | ジョエル・ニュメンヴィユ               |
| カナダ           | ITT    | スヴェイン・タフト                               | ジュリー・ベヴァリッジ                 |
| コロンビア       | ロード | [[]]                                             | [[]]                                   |
| コロンビア       | ITT    | [[]]                                             | [[]]                                   |
| チリ             | ロード | ルイス・フェルナンド・セプルベダ                 | パオラ・ムニョス・グランドン           |
| チリ             | ITT    | [[]]                                             | [[]]                                   |
| クロアチア       | ロード | ラドスラフ・ロギナ                               | [[]]                                   |
| クロアチア       | ITT    | Matija Kvasina                                   | Jelena Gracin                          |
| コスタリカ       | ロード | ヘンリー・ラーベ                                 | イェセニア・ビリャルタ                 |
| コスタリカ       | ITT    | ホセ・アドリアン・ボニリャ                       | ナタリア・ナバロ                       |
| キューバ         | ロード | ラウル・グランヘル                               | ユデルミス・ドミンゲス                 |
| キューバ         | ITT    | アルノル・アルコレア                             | ダリラ・ロドリゲス                     |
| チェコ           | ロード | ペトル・ベンツィーク                             | マルティナ・サーブリーコヴァー         |
| チェコ           | ITT    | フランティシェク・ラボニ                         | マルティナ・サーブリーコヴァー         |
| デンマーク       | ロード | ニッキー・セレンセン                             | アニカ・ラングワード                   |
| デンマーク       | ITT    | ヤコブ・フグルサング                             | アニカ・ラングワード                   |
| エストニア       | ロード | カレ・クリート                                   | ミケル・リャイム                       |
| エストニア       | ITT    | タネル・カンゲルト                               | グレテ・トレイエル                     |
| スペイン         | ロード | ホセ・イバン・グティエレス                       | レイレ・オラベリア                     |
| スペイン         | ITT    | ルイス・レオン・サンチェス                       | レイレ・オラベリア                     |
| フィンランド     | ロード | ユシ・ヴァイカネン                               | カリナ・ケトネン                       |
| フィンランド     | ITT    | マティ・ヘルミネン                               | [[]]                                   |
| フランス         | ロード | トマ・ヴォクレール                               | メロディ・ルスュール                   |
| フランス         | ITT    | ニコラ・ヴォゴンディ                             | ジャニー・ロンゴ                       |
| ドイツ           | ロード | クリスティアン・クネース                         | シャルロッテ・ベッカー                 |
| ドイツ           | ITT    | トニー・マルティン                               | ユーディト・アルント                   |
| イギリス         | ロード | ジェライント・トーマス                           | エマ・プーリー                         |
| イギリス         | ITT    | [[]]                                             | [[]]                                   |
| グアテマラ       | ロード | エドガール・ミゲル・オチュ                       | マヌエル・ロダス                       |
| グアテマラ       | ITT    | [[]]                                             | [[]]                                   |
| ハンガリー       | ロード | Péter Kusztor                                    | [[]]                                   |
| ハンガリー       | ITT    | Péter Kusztor                                    | Anikó Révész                           |
| イラン           | ロード | マディ・ソラビ                                   | [[]]                                   |
| イラン           | ITT    | ホセイン・アスカリ                               | [[]]                                   |
| イスラエル       | ロード | Niv Libner                                       | Inbar Ronen                            |
| イスラエル       | ITT    | Eyal Rahat                                       | Yarden Avidani                         |
| イタリア         | ロード | ジョヴァンニ・ヴィスコンティ                     | モニカ・バッカイッレ                   |
| イタリア         | ITT    | マルコ・ピノッティ                               | タティアナ・グデルツォ                 |
| アイルランド     | ロード | マット・ブラマイヤー                             | オリヴィア・ディロン                   |
| アイルランド     | ITT    | デヴィッド・マッカーン                           | [[]]                                   |
| ラトビア         | ロード | アレクセイス・サラモティンス                     | [[]]                                   |
| ラトビア         | ITT    | ライヴィス・ベロホヴォシュチィクス               | [[]]                                   |
| リトアニア       | ロード | ウィタウタス・カウパス                           | アウシュリネ・トレバイテー             |
| リトアニア       | ITT    | イグナタス・コノワロワス                         | カタジナ・ソスナ                       |
| ルクセンブルク   | ロード | フランク・シュレク                               | [[]]                                   |
| ルクセンブルク   | ITT    | アンディ・シュレク                               | クリスティーネ・マイェールス           |
| マルタ           | ロード | エティアンヌ・ボヌロ                             | [[]]                                   |
| マルタ           | ITT    | [[]]                                             | [[]]                                   |
| オランダ         | ロード | ニキ・テルプストラ                               | ルルス・フュネウェイク                 |
| オランダ         | ITT    | ヨス・ファン・エムデン                           | マリアンヌ・フォス                     |
| ノルウェー       | ロード | トル・フースホフト                               | リーゼ・ハフセ・ネストヴォルド         |
| ノルウェー       | ITT    | エドヴァルド・ボアソン・ハーゲン                 | グン・ヒレレン                         |
| ニュージーランド | ロード | ジャック・バウアー                               | ラシュリー・ブキャナン                 |
| ニュージーランド | ITT    | ゴードン・マコーリー                             | メリッサ・ホルト                       |
| ポーランド       | ロード | ヤツェク・モライコ                               | マルゴルズタ・ヤシンスカ               |
| ポーランド       | ITT    | ヤロスラヴ・マルィチュ                           | [[]]                                   |
| ポルトガル       | ロード | ルイ・ミゲル・ソウザ・バルボザ                   | [[]]                                   |
| ポルトガル       | ITT    | ルイ・コスタ                                     | ヴァネッサ・フェルナンデス             |
| ルーマニア       | ロード | アンドレイ・ネキタ                               | [[]]                                   |
| ルーマニア       | ITT    | ジョージ・ダニエル・アンゲラケ                   | [[]]                                   |
| ロシア           | ロード | アレクサンドル・コロブネフ                       | [[]]                                   |
| ロシア           | ITT    | ウラディミール・グセフ                           | タティアナ・アントシナ                 |
| セルビア         | ロード | Zsolt Der                                        | [[]]                                   |
| セルビア         | ITT    | Esad Hasanovič                                   | Jovana Krtinic                         |
| スロバキア       | ロード | ヤクブ・ノヴァク                                 | カタリーナ・ウフラリコヴァー           |
| スロバキア       | ITT    | マルティン・ヴェリトス                           | アルズベタ・パヴデンドヴァ             |
| スロベニア       | ロード | ゴラズド・シュタンゲリ                           | ポロナ・バタゲリ                       |
| スロベニア       | ITT    | グレゴール・ガズヴォダ                           | Tjaša Rutar                            |
| 南アフリカ共和国 | ロード | クリストフ・ファン・ヘールデン                   | チェライズ・テイラー                   |
| 南アフリカ共和国 | ITT    | ケヴィン・エヴァンス                             | キャシャンドラ・スリンガーランド       |
| スウェーデン     | ロード | マイケル・スティーヴンソン                       | エマ・ヨハンソン                       |
| スウェーデン     | ITT    | グスタヴ・ラルソン                               | エミリア・ファーリン                   |
| スイス           | ロード | マルティン・エルミガー                           | エミリ・オブリ                         |
| スイス           | ITT    | ルーベンス・ベルトリアティ                       | シルヴァン・ディイエ                   |
| ウクライナ       | ロード | ヴィタリー・ポプコフ                             | [[]]                                   |
| ウクライナ       | ITT    | ヴィタリー・ポプコフ                             | [[]]                                   |
| アメリカ合衆国   | ロード | ベン・キング                                     | マラ・アボット                         |
| アメリカ合衆国   | ITT    | テイラー・フィニー                               | エヴェリン・スティーヴンス             |
| ウズベキスタン   | ロード | セルゲイ・ラグティン                             | [[]]                                   |
| ウズベキスタン   | ITT    | ルスラン・カリモフ                               | [[]]                                   |
| ベネズエラ       | ロード | ホセ・コントレラス                               | ダニエリ・ガルシア                     |
| ベネズエラ       | ITT    | トマス・ヒル                                     | ダニエリ・ガルシア                     |

#### 全日本アマチュア自転車競技選手権大会
6月26日 広島・中央森林公園
| 優勝者   | 2位      | 3位      |
| -------- | -------- | -------- |
| 山本元喜 | 原川浩介 | 野口正則 |

### トラックレース

#### 競輪
| 日程        | 名称                         | グレード    | 開催地 | 優勝者             | 2位                | 3位                | 2車単       | 3連単           |
| ----------- | ---------------------------- | ----------- | ------ | ------------------ | ------------------ | ------------------ | ----------- | --------------- |
| 2/19〜2/21  | 東西王座戦                   | GII・東日本 | 玉野   | 武田豊樹（茨城）   | 成田和也（福島）   | 伏見俊昭（福島）   | 2－3 7390円 | 2－3－5 29240円 |
| 2/19〜2/21  | 東西王座戦                   | GII・西日本 | 玉野   | 市田佳寿浩（福井） | 村上博幸（京都）   | 前田拓也（大阪）   | 7－2 1210円 | 7－2－4 4890円  |
| 3/2〜3/7    | 日本選手権競輪               | GI          | 松戸   | 村上博幸（京都）   | 村上義弘（京都）   | 山口幸二（岐阜）   | 5－1 1510円 | 5－1－7 11340円 |
| 4/8〜4/11   | 共同通信社杯競輪 春一番      | GII         | 小松島 | 村上義弘(京都）    | 市田佳寿浩（福井） | 朝日勇（愛知）     | 1－7 640円  | 1－7－8 3650円  |
| 5/3〜5/5    | SSシリーズ風光る             | GI          | 静岡   | 村上博幸（京都）   | 武田豊樹（茨城）   | 村上義弘（京都）   | 5－4 6890円 | 5－4－2 36170円 |
| 5/14〜5/15  | スーパープロピストレーサー賞 | FII         | 函館   | 村上博幸（京都）   | 小嶋敬二（石川）   | 市田佳寿浩（福井） | 2－5 2980円 | 2－5－9 7130円  |
| 6/3〜6/6    | 高松宮記念杯競輪             | GI          | びわこ | 平原康多（埼玉）   | 神山雄一郎（栃木） | 兵藤一也（群馬）   | 9－3 670円  | 9－3－4 2020円  |
| 7/1〜7/4    | 寛仁親王牌                   | GI          | 前橋   | 市田佳寿浩（福井） | 村上義弘（京都）   | 武田豊樹（茨城）   | 9－1 710円  | 9－1－3 2500円  |
| 7/17〜7/18  | サマーナイトフェスティバル   | GII         | 函館   | 成田和也（福島）   | 神山雄一郎（栃木） | 山口富生（岐阜）   | 2－9 820円  | 2－9－7 5680円  |
| 8/5〜8/8    | 全日本選抜競輪               | GI          | 宇都宮 | 佐藤友和（岩手）   | 村上義弘（京都）   | 成田和也（福島）   | 5－2 7900円 | 5－2－3 31250円 |
| 9/1〜9/5    | オールスター競輪             | GI          | 平     | 山崎芳仁（福島）   | 佐藤慎太郎（福島） | 海老根恵太（千葉） | 9－2 560円  | 9－2－1 2760円  |
| 10/8〜10/11 | 共同通信社杯秋本番           | GII         | 奈良   | 伏見俊昭（福島）   | 斉藤正剛（北海道） | 山崎芳仁（福島）   | 7－6 4270円 | 7－6－3 11480円 |
| 12/2〜12/5  | 競輪祭                       | GI          | 小倉   | 海老根恵太（千葉） | 新田祐大（福島）   | 岡部芳幸（福島）   | 1－4 4150円 | 1－4－8 10600円 |
| 12/28       | ヤンググランプリ             | GII         | 立川   | 深谷知広（愛知）   | 水谷好宏（滋賀）   | 三谷将太（滋賀）   | 1－4 4790円 | 1－4－3 20720円 |
| 12/29       | SSカップみのり               | GI          | 立川   | 新田祐大（福島）   | 成田和也（福島）   | 佐藤慎太郎（福島） | 3－8 2250円 | 3－8－5 9150円  |
| 12/30       | KEIRINグランプリ2010         | GP          | 立川   | 村上博幸（京都）   | 山崎芳仁（福島）   | 伏見俊昭（福島）   | 7－3 6550円 | 7－3－9 35710円 |

#### UCIトラックワールドカップ
各大会の成績については、

##### 総合成績
| 性別 | 種目                 | 優勝者                     | 2位                            | 3位                          |
| ---- | -------------------- | -------------------------- | ------------------------------ | ---------------------------- |
| 男子 | ケイリン             | アジズル・ハスニ・アウァン | マキシミリアン・レヴィ         | (JAY) ジェイソン・ニブレット |
| 男子 | 1kmタイムトライアル  | ワン・チョンヤン           | (JAY) スコット・サンダーランド | デヴィッド・ダニエル         |
| 男子 | スプリント           | (COF) ケヴィン・シロー     | シェーン・パーキンス           | マシュー・クランプトン       |
| 男子 | チームスプリント     | ドイツ                     | チーム・ジェイコ (JAY)         | コフィディス                 |
| 男子 | 個人追抜             | ヴィタリー・シュチェドフ   | (LOK) ヴァレリー・カイコフ     | ヴィタリー・ポプコフ         |
| 男子 | 団体追抜             | イギリス                   | オーストラリア                 | スペイン                     |
| 男子 | ポイントレース       | イオアニス・タモウリディス | (HKP) 郭灝霆                   | ザッカリー・ベル             |
| 男子 | スクラッチ           | ウカシュ・ブイコ           | ザッカリー・ベル               | アンヘル・コリャ             |
| 男子 | マディソン           | ドイツ                     | ニュージーランド               | ベルギー                     |
| 女子 | ケイリン             | 郭爽                       | クリスティン・ムヒェ           | アンナ・メアーズ             |
| 女子 | 500mタイムトライアル | アンナ・メアーズ           | ウィリー・カニス               | シモーナ・クルペツカイテー   |
| 女子 | スプリント           | 郭爽                       | アンナ・メアーズ               | ウィリー・カニス             |
| 女子 | チームスプリント     | オランダ                   | オーストラリア                 | 中国                         |
| 女子 | 個人追抜             | ウェンディ・フーヴナゲル   | アリソン・シャンクス           | ウィリヤ・セライカイテー     |
| 女子 | 団体追抜             | オーストラリア             | ニュージーランド               | イギリス                     |
| 女子 | ポイントレース       | ジョルジャ・ブロンツィーニ | タツィアナ・シャラコワ         | ユマリ・ゴンサレス           |
| 女子 | スクラッチ           | エフゲニヤ・ロマニュタ     | ジョルジャ・ブロンツィーニ     | フェラ・クドーダー           |

#### ACCトラックアジアカップ
6月12日〜14日 函館競輪場
| 性別 | 種目                 | 優勝者                     | 2位                        | 3位                    |
| ---- | -------------------- | -------------------------- | -------------------------- | ---------------------- |
| 男子 | ケイリン             | アジズル・ハスニ・アウァン | チョイ・ウミン             | エドルス・MD・ユノス   |
| 男子 | 1kmタイムトライアル  | 雨谷一樹                   | エドルス・MD・ユノス       | ビクラムシン・オクラム |
| 男子 | スプリント           | 北津留翼                   | アジズル・ハスニ・アウァン | エドルス・MD・ユノス   |
| 男子 | チームスプリント     | マレーシア                 | 日本                       | 韓国                   |
| 男子 | オムニアム           | 佐々木龍                   | 郭灝霆                     | ウ・ポフン             |
| 男子 | 団体追抜             | 日本                       | チャイニーズタイペイ       | 香港                   |
| 女子 | ケイリン             | ユタティプ・マネーファン   | 李慧詩                     | イン・フアンティン     |
| 女子 | 500mタイムトライアル | 李慧詩                     | 前田佳代乃                 | イン・フアンティン     |
| 女子 | スプリント           | 李慧詩                     | イン・フアンティン         | 前田佳代乃             |
| 女子 | チームスプリント     | チャイニーズタイペイ       | 香港                       | タイ                   |
| 女子 | 団体追抜             | 日本                       | 香港                       | タイ                   |
| 女子 | オムニアム           | ディアオ・シャオジュアン   | アイ・ファンジュ           | サンティア・トリクスマ |

#### 全日本プロ選手権自転車競技大会
5月16日 函館競輪場
| 種目                | 優勝者            | 2位               | 3位             |
| ------------------- | ----------------- | ----------------- | --------------- |
| ケイリン            | 村上博幸 (近畿)   | 永井清史 (中部)   | 武田豊樹 (関東) |
| 1kmタイムトライアル | 新田祐大 (北日本) | 大森慶一 (北日本) | 小川祐司 (四国) |
| スプリント          | 北津留翼 (九州)   | 渡邉一成 (北日本) | 深谷知広 (中部) |
| チームスプリント    | 中部              | 関東              | 北日本          |
| 個人追抜            | 山下一輝 (中国)   | 飯島規之 (関東)   | 山田久徳 (近畿) |
| 団体追抜            | 中部              | 近畿              | 中国            |
| ポイントレース      | 小林潤二 (関東)   | 竹山陵太 (北日本) | 野田源一 (九州) |

#### 全日本アマチュア自転車競技選手権大会
5月29日、30日 岐阜競輪場
| 性別 | 種目                 | 優勝者     | 2位        | 3位        |
| ---- | -------------------- | ---------- | ---------- | ---------- |
| 男子 | ケイリン             | 野口大誠   | 大久保光次 | 畑段嵐士   |
| 男子 | 1kmタイムトライアル  | 石川雄太   | 野村匡仁   | 末木浩二   |
| 男子 | スプリント           | 古庄豊全   | 石口慶多   | 伊藤大樹   |
| 男子 | チームスプリント     | 学連       | 兵庫県     | 三重県     |
| 男子 | 個人追抜             | 佐々木龍   | 窪木一茂   | 群司昌紀   |
| 男子 | 団体追抜             | 岐阜県     | 京都府     | 学連       |
| 男子 | ポイントレース       | 窪木一茂   | 入部正太朗 | 木守望     |
| 男子 | スクラッチ           | 山地大介   | 佐野伸弥   | 善波昭     |
| 女子 | 500mタイムトライアル | 前田佳代乃 | 沼部早紀子 | 野村くるみ |
| 女子 | スプリント           | 前田佳代乃 | 沼部早紀子 | 近藤美子   |
| 女子 | 個人追抜             | 井上玲美   | 豊岡英子   | 上野みなみ |
| 女子 | ポイントレース       | 上野みなみ | 石井寛子   | 近藤美子   |

#### 6日間レース
| 日程         | 開催地                     | 優勝者                                          | 2位                                             | 3位                                             |
| ------------ | -------------------------- | ----------------------------------------------- | ----------------------------------------------- | ----------------------------------------------- |
| 1/7〜1/12    | ロッテルダム               | ダニー・スタム イルヨ・カイセ                   | ブルーノ・リシ フランコ・マルヴリ               | ミカエル・メルケフ アレックス・ラスムセン       |
| 1/14〜1/19   | ブレーメン                 | ブルーノ・リシ フランコ・マルヴリ               | イルヨ・カイセ ロベルト・バルトコ               | クリスティアン・グラスマン ライフ・ランパーター |
| 1/28〜2/2    | ベルリン                   | ミカエル・メルケフ アレックス・ラスムセン       | ロベルト・バルトコ ローガー・クルーゲ           | ダニー・スタム ペーター・スヘプ                 |
| 2/4〜2/9     | コペンハーゲン             | ミカエル・メルケフ アレックス・ラスムセン       | ロベルト・バルトコ イルヨ・カイセ               | ブルーノ・リシ フランコ・マルヴリ               |
| 7/15〜7/20   | フィオレンツオーラ・ダルダ | ミカエル・メルケフ アレックス・ラスムセン       | フランコ・マルヴリ ワルテル・ペレス             | ジャコポ・グアルニエリ ダニー・スタム           |
| 10/18〜10/23 | アムステルダム             | ローガー・クルーゲ ロベルト・バルトコ           | ダニー・スタム レオン・ファンボン               | フランコ・マルブリ ニキ・テルプストラ           |
| 10/28〜11/2  | グルノーブル               | アレクサンダー・エシュバッハ フランコ・マルブリ | ダニー・スタム レオン・ファンボン               | イェンス＝エリック・マードセン マーク・エスター |
| 11/23〜11/28 | ヘント                     | イルヨ・カイセ ペーター・スヘプ                 | イェンス・マウリス ウィム・ストルティンハ       | ティム・メルテンス ピム・リフトハルト           |
| 11/30〜12/5  | チューリッヒ               | ダニーロ・ホンド ロベルト・バルトコ             | アレクサンダー・エシュバッハ フランコ・マルブリ | ダニー・スタム レオン・ファンボン               |

### シクロクロス

#### UCIシクロクロスワールドカップ
| 性別 | 優勝者                       | 2位                  | 3位                    |
| ---- | ---------------------------- | -------------------- | ---------------------- |
| 男子 | ズデネク・シュティバル       | ニールス・アルベルト | スヴェン・ネイス       |
| 女子 | ダフニー・ファンデンブラント | マリアンヌ・フォス   | サンヌ・ファンパーセン |

#### その他大会
| イベント名               | 優勝者                 | 2位                    | 3位                  |
| ------------------------ | ---------------------- | ---------------------- | -------------------- |
| スーパープレスティージュ | ズデネク・シュティバル | ニールス・アルベルト   | スヴェン・ネイス     |
| GvAトロフェー            | スヴェン・ネイス       | ズデネク・シュティバル | ニールス・アルベルト |